# José Gabriel del Rosario Brochero
São José Gabriel del Rosario Brochero (Santa Rosa de Río Primero, 16 de março de 1840 — Villa Cura Brochero, 26 de janeiro de 1914) foi um padre católico argentino que sofreu com a lepra ao longo de sua vida. Ele é conhecido por seu extensivo trabalho com os pobres, os necessitados e os doentes. Ele é afetuosamente conhecido como "o padre gaúcho" e o "padre cowboy".
Ele foi beatificado em 14 de setembro de 2013 após uma cura atribuída a ele ter sido reconhecida como um milagre. O cardeal Angelo Amato – em nome do Papa Francisco – presidiu a cerimônia de beatificação. Outro milagre sob investigação foi reconhecido em 2016 e uma data para a canonização foi aprovada numa reunião de cardeais em 15 de março de 2016: 16 de outubro de 2016.
A canonização ocorreu em 16 de outubro de 2016.

## Vida

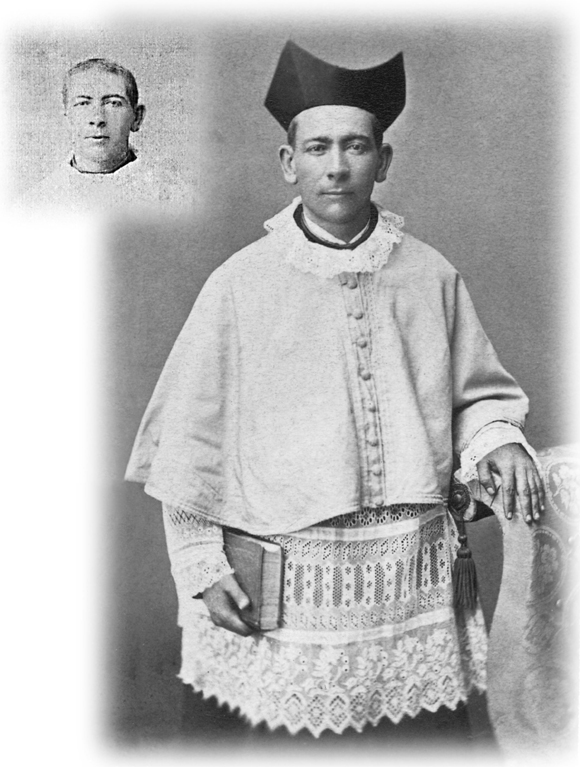
Padre Brochero por volta de 1866.

Brochero nasceu em 16 de março de 1840 em um local chamado Carreta Quemada, próximo a Santa Rosa de Río Primeiro na Província de Córdoba,  na Argentina, sendo o quarto de dez filhos de Ignacio Brochero e Petrona Davila; ele tinha duas irmãs e sete irmãos: as duas irmãs tornaram-se freiras. Ele foi batizado no dia seguinte, junto com o registro de seu nascimento.
Em 5 de março de 1854, começou seus estudos para se tornar padre no Seminário do Colégio de Nossa Senhora de Loreto. Em 1858, ingressou na Universidade Nacional Maior de San Carlos, onde conheceu o futuro presidente Miguel Ángel Juárez Celman, com quem iniciou uma amizade duradoura. Recebeu a tonsura em 16 de julho de 1862 e foi recebido no subdiaconato em 26 de maio de 1866 e no diaconato em 21 de setembro de 1866. Ingressou na Ordem Terceira de São Domingos em 26 de agosto de 1866. Foi ordenado no sacerdócio na diocese de Córdoba em 4 de novembro de 1866, aos 26 anos, pelo bispo José Vicente Ramírez de Arellano e celebrou sua primeira missa em 10 de dezembro daquele ano. Mais tarde foi indicado como diretor de estudos do Seminário Maior de Córdoba e recebeu o título de Mestre em Filosofia em 12 de novembro de 1896 pela Universidade de Córdoba.
Sua ação pastoral caracterizou-se pela pregação do Evangelho com uma linguagem simples, para torná-lo mais compreensível. Ajudou a construir mais de 200 quilômetros de caminhos e várias igrejas, fundou povoados e se preocupou com a educação. Intercedeu junto às autoridades pela abertura de estradas, canais, diques, um correio postal e o primeiro telégrafo da região .
Brochero fundou uma casa em 1875, conhecida como Casa de Ejercicios Espirituales de Traslasierra (inaugurada em 1877) e mais tarde estabeleceu uma escola para meninas em 1880. Ele requereu e obteve das autoridades postos de correio e postos telegráficos e também ajudou a planejar a ferrovia que percorreria o vale de Traslasierra, ligando Villa Dolores e Soto. Ele devotou toda sua energia àqueles que precisavam de sua ajuda e nenhuma pessoa doente foi deixada sem os sacramentos, pois não havia quem pudesse pará-lo de ajudá-los: ele próprio disse que: "mal se o demônio roubar uma alma de mim".
O "Padre Brochero" ficou conhecido por viajar longas distâncias pela Argentina no lombo de uma mula vestido com um sombrero e um poncho para atender às necessidades da fé cristã em sua enorme paróquia. Ele cuidou dos doentes durante a epidemia de cólera de 1867 e contraiu lepra durante suas viagens; acreditava-se que tenha ocorrido durante o consumo de erva-mate com alguns dos pacientes com a doença. Sua proximidade com os paroquianos ficou conhecida e fez esforços para melhorar todos os aspectos de seu envolvimento na vida da igreja. Mais para o fim da vida, ele ficou cego e surdo. Ao longo de suas viagens para encontrar os paroquianos, Brochero levava a eles a imagem da Virgem Maria, seus apetrechos de missa e um livro de orações.
Ele foi indicado a várias funções, tais como cônego da Catedral de Córdoba em 24 de abril de 1898, tendo deixado a posição em 30 de maio daquele ano, mas mais tarde foi apontado como padre na Villa del Tránsito em 25 de agosto de 1902, chegando lá em 3 de outubro. Ele renunciou à posição de sacerdote em 5 de fevereiro de 1908 e retornou em 30 de março para voltar a viver com suas irmãs.
Brochero faleceu em 26 de janeiro de 1914, tendo dito como últimas palavras: "Agora eu tenho tudo pronto para a jornada". Um jornal católico mais tarde o descreveu assim:: "É sabido que o padre Brochero contraiu a doença que o levou à tumba porque ele viajou muito e adotou um leprosário abandonado na área".

### Legado
Em, Porto Príncipe, capital do Haiti, uma clínica de reabilitação para portadores de necessidades especiais foi aberta em homenagem a Brochero, intitulada "Kay Gabriel" (Casa de Gabriel).

## Santidade

### Processo diocesano e beatificação

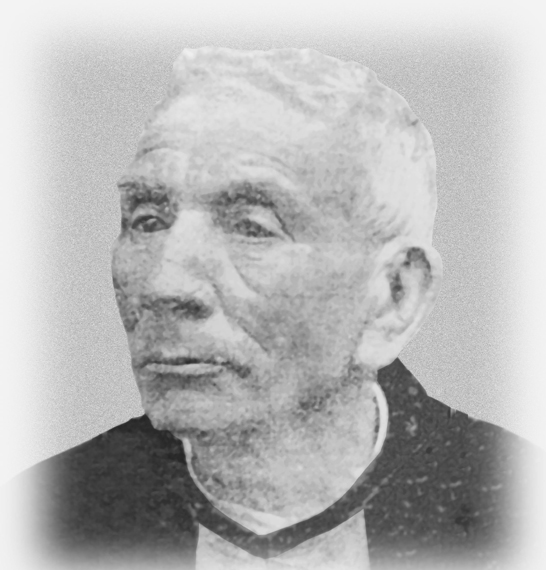
Brochero, já afetado pela doença, por volta de 1910

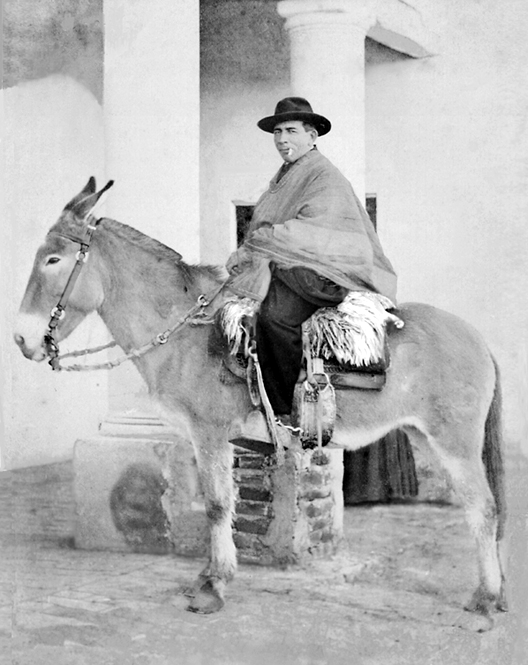
José Gabriel Brochero montado em sua mula, circa 1870–1880.

A causa da beatificação foi iniciada em 17 de março de 1967 na Argentina, durante o papado de Paulo VI, recebendo o título de Servo de Deus; o processo começou de fato em 1968, quando teve início a reunião de documentos e testemunhos referentes à sua vida e às suas virtudes. O positio foi enviado a Roma em 1997, de modo a permitir a análise por parte da  Congregação para a Causa dos Santos das condições ou não para o prosseguimento da causa.
O Papa João Paulo II reconheceu que Brochero teve uma vida virtude heroica e declarou-o Venerável em 19 abril de 2004. O Papa Bento XVI aprovou um milagre atribuído à sua intercessão em 20 de dezembro de 2012 que permitiu a realização de sua beatificação. O milagre envolveu Nicolás Flores, de 13 anos, que estava em estado vegetativo, após um acidente de automóvel muito grave e foi curado através da intercessão de Brochero. O cardeal Angelo Amato – em nome do Papa Francisco – presidiu a cerimônia de beatificação na Argentina em 14 de setembro de 2013 e anunciou que sua data litúrgica seria celebrada anualmente em 16 de março.

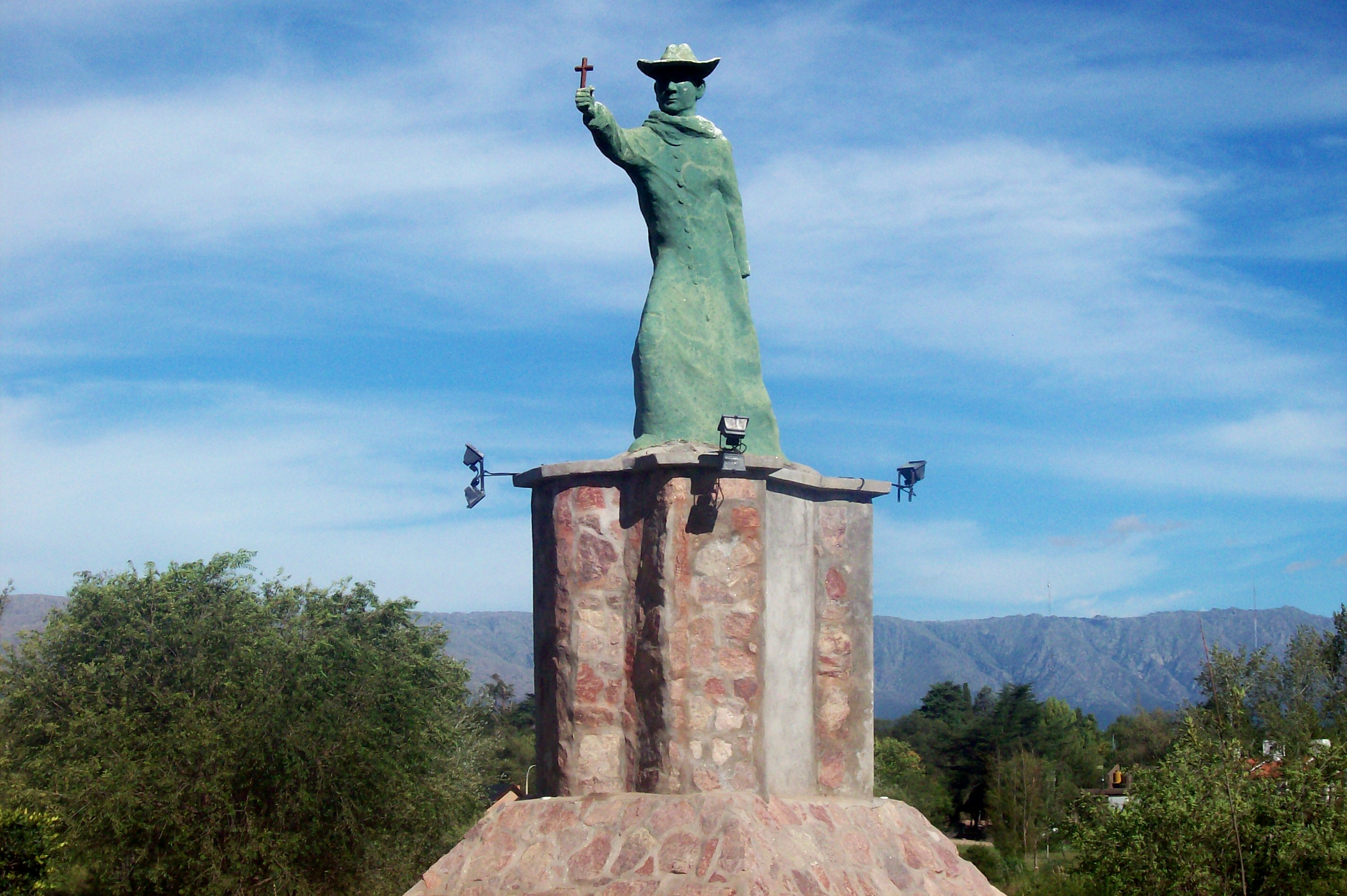
Monumento dedicado ao padre Brochero.

O Papa Francisco – em seu discurso do Angelus em 15 de setembro para marcar a ocasião – homenageou Brochero por seu coração aberto e declarou que "ele conhecia o amor de Jesus. Ele deixou seu coração ser tocado pela misericórdia de Deus" que estendeu a todos. O papa também disse que Brochero foi um homem que "dedicou-se inteiramente ao seu rebanho" de modo a evangelizá-lo e que as necessidades das pessoas vinham em primeiro lugar como seu único foco.

### Segundo milagre
Outro milagre para sua canonização foi aprovado; foi sugerido que o próprio Papa Francisco presidisse a cerimônia em Córdoba em julho de 2016 durante uma possível visita apostólica à Argentina, a ser celebrada em Roma caso não se pudesse realizá-la no país natal do papa e do padre.
O processo diocesano para o segundo milagre - a cura de uma menina - começou em 16 de julho de 2014 e foi concluída em 25 de março de 2015: o processo recebeu o decreto formal de ratificação em 28 de março de 2015. O processo para a avaliação do milagre prosseguiu para a Junta Médica em Roma em 10 de setembro de 2015 e sendo aprovado, seguindo para a análise dos teólogos,que também o aprovaram em 3 de novembro de 2015. A congregação reuniu-se para discutir a causa em 12 de janeiro de 2016, recebendo total aprovação. O Papa Francisco aprovou o segundo milagre atribuído a Brochero em 21 de janeiro de 2016 e confirmou a data da canonização em uma reunião de cardeais realizada em 15 de março de 2016 - com a cerimônia tendo sido realizada em 16 de outubro de 2016.

## Ligações Externas
- José Gabriel Brochero em espanhol.